# Favela do Esqueleto
A Favela do Esqueleto foi uma favela que existiu até o início da década de 1960, no local onde hoje se encontra a Universidade do Estado do Rio de Janeiro (UERJ), no bairro do Maracanã, na zona norte da cidade do Rio de Janeiro. 

## História
Na década de 1930, começou a ser construído no local um hospital do Instituto Nacional de Previdência Social (INPS), porém as obras foram logo abandonadas, restando, inacabado, um dos prédios. A favela começou a surgir logo após a construção do Estádio do Maracanã (1950) bem ao lado, quando o terreno foi invadido. Inicialmente, os barracos foram sendo construídos em torno do prédio inacabado do hospital do INPS, chamado de "Esqueleto", que era a parte de melhor terreno, mas, em poucos anos, a favela já era uma das maiores da cidade e possuía uma enorme quantidade de tipos de barracos. Dos mais elaborados, quase casas populares, passando por barracões de madeira bem estruturados, até precárias palafitas em uma área pantanosa, num dos braços do rio Joana. Também havia barracos do tipo apartamento dentro da estrutura abalada do Esqueleto, que havia sofrido seguidos incêndios. 
Por ação do polêmico governador da Guanabara, Carlos Lacerda, a favela foi removida no início da década de 1960, e seus moradores foram assentados, em sua maioria, em um conjunto habitacional recém construído na Vila Kennedy, na época um sub-bairro de Bangu, na Zona Oeste da cidade. Em 1969, começou a ser construído, no local, o campus da Universidade do Estado da Guanabara, aproveitando a estrutura inacabada do hospital do INPS. O campus foi inaugurado em 1976, já com o novo nome da universidade: Universidade do Estado do Rio de Janeiro.